# World Seniors Championship
World Seniors Championship – zaproszeniowy turniej snookera dla seniorów. Minimalny wiek zawodników wynosi 40 lat (45 w latach 2011 i 2012).

## Historia
Pierwsza edycja odbyła się w 1991 roku. Wzięło w nim udział 16 zawodników w wieku powyżej 40 lat. Impreza odbyła się w Trentham Gardens w Stoke-on-Trent, a sponsorem był Matchroom. W finale zmierzyli się dwaj najwyżej notowani zawodnicy, a Cliff Wilson pokonał Eddiego Charltona 5–4 i został pierwszym mistrzem. Wydarzenie zostało wznowione w 2010 roku, ale liczba uczestników została zmniejszona do 9, a zawody odbyły się w Bradford. Sponsorem wydarzenia była firma Wyldecrest Park Homes, która pełniła tę funkcję do 2012 roku.
W 2011 roku minimalny wiek uczestników został podniesiony z 40 do 45 lat, a zawody przeniesiono na teren East of England Showground w Peterborough. Wszystkie mecze rozgrywano w systemie do dwóch wygranych frejmów, wprowadzono 30-sekundowy zegar na oddanie uderzenia po dziesięciu minutach gry, a po trzecim chybieniu przyznawano "białą w ręce" czyli prawo zagrania białej bili z dowolnego miejsca. Liczba graczy wzrosła do 16, z czego 12 zostało zaproszonych, a czterech przeszło kwalifikacje. W 2012 roku wydarzenie przeniesiono do Mountbatten Centre w Portsmouth. W 2013 roku liczba miejsc kwalifikacyjnych została zmniejszona do dwóch, a wydarzenie było sponsorowane przez 888casino.
W sezonie 2014/2015 wydarzenie przeniesiono na drugą połowę sezonu i odbyło się ono na Circus Arena w Blackpool. Minimalny wiek dla wydarzenia powrócił do 40 lat. Wszyscy byli zwycięzcy i mistrzowie świata, którzy zarejestrowali się na to wydarzenie, zostali rozstawieni w Blackpool, a pozostałe miejsca zostały obsadzone w drodze kwalifikacji.
W latach 2017 i 2018 turniej ten odbywał się dla graczy niebędących uczestnikami Touru, którzy na początku roku mieli 40 lat lub więcej.
Od 2019 turniej odbywa się w Crucible Theatre w Sheffield po zakończeniu mistrzostw świata. Zwycięzca turnieju kwalifikuje się również do gry w Champion of Champions.
Od 2020 roku turniej został ponownie otwarty dla graczy z głównego touru, którzy ukończyli 40 lat, ale znajdują się poniżej 64. pozycji w światowym rankingu.

## Zwycięzcy
| Rok  | Zwycięzca       | Finalista       | Wynik | Miejsce        | Sezon   | Przypisy      |
| ---- | --------------- | --------------- | ----- | -------------- | ------- | ------------- |
| 1991 | Cliff Wilson    | Eddie Charlton  | 5–4   | Stoke-on-Trent | 1991/92 | [ 1 ] [ 15 ]  |
| 2010 | Jimmy White     | Steve Davis     | 4–1   | Bradford       | 2010/11 | [ 2 ] [ 16 ]  |
| 2011 | Darren Morgan   | Steve Davis     | 2–1   | Peterborough   | 2011/12 | [ 5 ] [ 17 ]  |
| 2012 | Nigel Bond      | Tony Chappel    | 2–0   | Portsmouth     | 2012/13 | [ 7 ] [ 18 ]  |
| 2013 | Steve Davis     | Nigel Bond      | 2–1   | Portsmouth     | 2013/14 | [ 8 ] [ 19 ]  |
| 2015 | Mark Williams   | Fergal O’Brien  | 2–1   | Blackpool      | 2014/15 | [ 10 ] [ 20 ] |
| 2016 | Mark Davis      | Darren Morgan   | 2–1   | Preston        | 2015/16 | [ 21 ] [ 22 ] |
| 2017 | Peter Lines     | John Parrott    | 4–0   | Scunthorpe     | 2016/17 | [ 23 ] [ 24 ] |
| 2018 | Aaron Canavan   | Patrick Wallace | 4–3   | Scunthorpe     | 2017/18 | [ 25 ]        |
| 2019 | Darren Morgan   | Jimmy White     | 5–3   | Sheffield      | 2019/20 | [ 26 ] [ 27 ] |
| 2020 | Jimmy White     | Ken Doherty     | 5–4   | Sheffield      | 2019/20 | [ 28 ] [ 29 ] |
| 2021 | David Lilley    | Jimmy White     | 5–3   | Sheffield      | 2020/21 | [ 30 ] [ 31 ] |
| 2022 | Lee Walker      | Jimmy White     | 5–4   | Sheffield      | 2021/22 | [ 32 ] [ 33 ] |
| 2023 | Jimmy White     | Alfie Burden    | 5–3   | Sheffield      | 2022/23 | [ 34 ] [ 35 ] |
| 2024 | Igor Figueiredo | Ken Doherty     | 5–2   | Sheffield      | 2023/24 | [ 36 ] [ 37 ] |
| 2025 | Alfie Burden    | Aaron Canavan   | 8–4   | Sheffield      | 2024/25 |               |

## Wielokrotni finaliści
| Nazwisko      | Narodowość | Zwycięzca | Finalista | Finały |
| ------------- | ---------- | --------- | --------- | ------ |
| Jimmy White   | Anglia     | 4         | 2         | 6      |
| Steve Davis   | Anglia     | 1         | 2         | 3      |
| Darren Morgan | Walia      | 1         | 2         | 3      |
| Nigel Bond    | Anglia     | 1         | 1         | 2      |
| Aaron Canavan | Jersey     | 1         | 1         | 2      |
| Alfie Burden  | Anglia     | 1         | 1         | 2      |
| Ken Doherty   | Irlandia   | 0         | 2         | 2      |

## Breaki stupunktowe
Łącznie: 28 (stan po Mistrzostwach 2025)

- 140 –  Mark Williams
- 138, 132, 130, 103 –  Jimmy White
- 137 –  Mark Davis
- 134, 112 –  Darren Morgan
- 131, 128, 109, 107, 104 –  Dominic Dale
- 121 –  Lee Walker
- 119, 110, 100 –  Igor Figueiredo
- 116 –  Ben Hancorn(inne języki)
- 113 –  James Wattana
- 110, 105 –  Fergal O’Brien
- 110 –  Doug Mountjoy
- 109, 101 –  Alfie Burden
- 108 –  Alex Higgins
- 103 –  Eddie Charlton
- 102, 100 –  Ken Doherty